# Municipio de Walden (condado de Pope)
El municipio de Walden (en inglés: Walden Township) es un municipio ubicado en el condado de Pope en el estado estadounidense de Minnesota. En el año 2010 tenía una población de 169 habitantes y una densidad poblacional de 1,83 personas por km².

## Geografía
El municipio de Walden se encuentra ubicado en las coordenadas 45°32′20″N 95°41′26″O / 45.53889, -95.69056. Según la Oficina del Censo de los Estados Unidos, el municipio tiene una superficie total de 92.26 km², de la cual 85,11 km² corresponden a tierra firme y (7,75 %) 7,15 km² es agua.

## Demografía
Según el censo de 2010, había 169 personas residiendo en el municipio de Walden. La densidad de población era de 1,83 hab./km². De los 169 habitantes, el municipio de Walden estaba compuesto por el 99,41 % blancos, el 0,59 % eran de otras razas. Del total de la población el 0,59 % eran hispanos o latinos de cualquier raza.